# Коловодниці
Коловодниці (Stratiomyidae, від грец. στρατιώτης - солдат та μυια - муха) -- родина  коротковусих двокрилих комах, що налічує понад 2700 видів, об'єднаних у понад 380 родів. Зустрічаються переважно в тропічних регіонах. В Україні зареєстровано трохи більше 60 видів.
Дрібні або середнього розміру мухи (2-20 мм). Забарвлення зазвичай жовте, зелене, блакитне або чорне, інколи з металевим блиском. Нерідко мають строкатий візерунук, особливо на черевці. Імаго підродин Stratiomyinae та Nemotelinae зустрічаються біля водойм, звідси українська назва родини.

## Опис

### Імаго
Дорослі особини деяких видів мають тонку струнку будову, тоді як інші - доволі великі коренасті мухи сплюснуті в дорсо-вентральній площині. Забарвлення сильно варіює від однотонного темного, часто з металевим блиском, до строкатого з переважанням жовтого, білого або зеленкуватого кольорів.
Голова як правило завширшки з груди, інколи ширше. Має сферичну або напівсферичну форму. Очі можуть бути як голими, так і густо волосистими, широко розділені у самок, більш вузько відокремлені або суміжні у самців. Кожне око у самця часто поділяється на верхню частину з фасетками більшого розміру, та нижню, з дрібнішими фасетками. Ротовий апарат лижучого типу.
Груди прямокутно-овальні, інколи видовжені. На щитку часто є від однієї до трьох пар апікальних шипів (звідси наукова назва таксону - «мухи-солдати»). Крила добре розвинені, дуже рідко - відсутні. Ноги прості, ходильного типу.
Черевце складається з п'яти-восьми видимих сегментів, решта телескопічно втягнені всередину. Має форму від майже сферичної до видовжено-овальної.

### Личинки

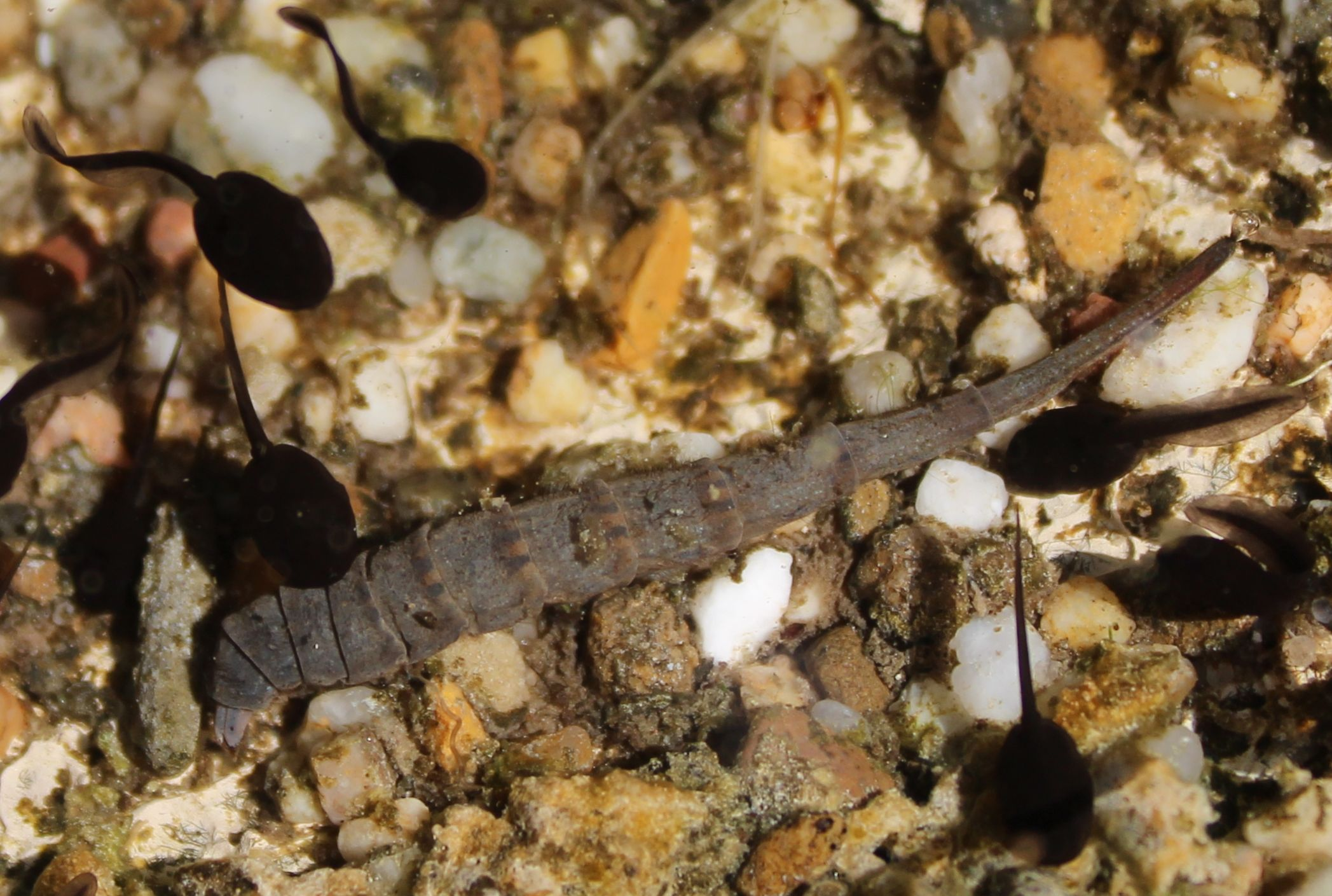
Личинка Stratiomys sp.

Личинки коловодниць мають видовжене сплюснуте тіло, що складається з головної капсули та одинадцяти сегментів: трьох грудних та восьми черевцевих. Відносяться до одного з двох морфологічних типів, в залежності від середовища проживання. Наземні личинки видовжено-овальні, широкі і пласкі, із закругленим анальним сегментом. У водних личинок тіло звужується ближче до кінцевих сегментів, і закінчується апікальними щетинками, що допомагають їм триматися біля поверхні води. На голові та тілі присутні щетинки, що інколи відіграють важливе таксономічне значення.
Інтегумент всіх личинок сильно склеротизований відкладеннями карбонату кальцію. Забарвлення варіює від жовтуватого до темно-коричневого, іноді з чітким малюнком. Нерідко основний колір забарвлення буває прихованим за частинками субстрату, що налипають на кутикулу.
Пупарій утворюється з оболонки останньої стадії личинки для захисту лялечки, і зазвичай знаходиться в тому ж середовищі проживання що й личинка. Через це більша частина ознак, притаманних личинці, зберігається і в пупарії. Лялечка здебільшого набагато менша за пупарій, в окремих випадках (рід Stratiomys) вона займає лише третину його об'єму, решта заповнена повітрям, що дозволяю йому триматися на поверхні води.

## Господарське значення
Найбільшої уваги стосовно господарського значення наразі приділено виду Hermetia illucens. Активно вивчається здатність личинок цього виду до живлення сільскогосподарскими відходами як тваринного, так і рослинного походження, а також можливість годівлі личинками сільськогосподарських тварин, зокрема курей.
Ще однією галуззю, яка все більше використовує личинок коловодниць є судово-медична експертиза. Так, встановлення часу смерті людини можливе завдяки вивченню стадії розвитку личинок комах, присутніх на трупі. Серед коловодниць судовими експертами найбільш досліджений вже згаданий вид Hermetia illucens.

Серед інших видів можна згадати Sargus bipunctatus та Ptecticus melanurus.